# Jerry Sags
Jerome Saganovich (Allentown, Pennsylvania; 5 de julio de 1964) es un luchador profesional estadounidense más conocido como Jerry Sags. Él es la mitad del equipo The Nasty Boys, junto con Brian Knobbs.

## Vida personal
Sags y su esposa tienen cuatro hijos; hijas Chloe y Madison y sus hijos Seve y Jax. Ellos residen en Tampa, FL. Él es uno de los dos tíos de Cody Rhodes, el otro es Fred Ottman.

## Carrera
Caídas se graduó de la High School Whitehall en Pennsylvania. Comenzó su carrera en la Asociación Americana de Lucha Libre como árbitro en 1985. En 1986, formó un equipo llamado The Nasty Boys con Brian Knobbs y luchó en el territorio de Tennessee hasta que se mudó a la Florida Championship Wrestling, donde ganó cinco títulos Tag Team entre 1988 y 1990.
En 1990, fueron a la NWA Jim Crockett Promotions, que había sido comprado por Ted Turner y pasaría a llamarse la World Championship Wrestling antes de que salieran unos meses más tarde. Se peleó con Rick y Scott Steiner sobre los títulos de equipo EE. UU. de etiquetas, pero no pudo derrotarlos. A finales de 1990, fueron a la World Wrestling Federation, donde fueron gestionados por Jimmy Hart y ganó el World Tag Titles equipo de la Fundación Hart antes de un feudo con y perder los títulos a los Guerreros de la carretera. Se volvieron la cara en el otoño de 1992 a la pelea con Jimmy Hart Money Inc. sobre los títulos por equipos, pero fueron incapaces de recuperar el oro.
Salieron de la WWF para la WCW en 1993 y se colocó rápidamente con el administrador de Missy Hyatt, que los llevó a los títulos de equipo de la etiqueta del mundo. Los dejó y se fueron a la pelea con Harlem Heat, The Blue Bloods, y el equipo de Dick Slater y Buck Bunkhouse.
En 1996, fueron engañados por nWo en el pensamiento de que iban a convertirse en miembros, pero fueron atacados tan pronto como recibieron sus camisetas. Caídas habían sido heridos previamente y tuvo que retirarse debido a esta lesión.
Se hunde en una entrevista disparar RF que casi se metió en una pelea a puñetazos con Ken Shamrock en el otoño de 1997 en un aeropuerto. Los dos tenían la disensión sobre la base de un incidente anterior en el que golpeó Sags Shamrock por detrás.
Caídas regresó a la lucha libre en 2001 como entrenador y con Knobbs como The Nasty Boys para luchar en la efímera Federación de Lucha Libre X y se retiró de nuevo después de haber doblado en 2002. Jerry Sags ahora vive en Tampa, Florida, cerca de su Knobbs amigos Brian y Hulk Hogan.
Caídas regresó a la acción con Knobbs para reformar The Nasty Boys, 16 de junio de 2007 en Pro Wrestling Unplugged. El 20 de noviembre de 2007, y Knobbs Saggs reformado como The Nasty Boys en la marca SmackDown! grabaciones de Tampa, Florida, para luchar su primer partido de la WWE en el año. Según los informes, el partido fue desastroso y el equipo fueron acusados de poco profesional trabajando duro con sus opositores, Dave Taylor y Drew McIntyre. El 4 de enero de 2010, The Nasty Boys hicieron su aparición en el programa televisivo de la Total Nonstop Action Wrestling, Impact!, empezando un feudo con Team 3D. En la edición del 21 de enero de Impact! The Nasty Boys compitió en su primer partido de la TNA, derrotando al equipo de Eric Young y Kevin Nash. En Contra Viento y Marea The Nasty Boys derrotó a Team 3D en una pelea por equipos, cuando Jimmy Hart hizo su retorno a la empresa e interferido en el partido en nombre de "The Nasty Boys". El 25 de febrero la edición de Impact! Team 3D derrotaron a los Nasty Boys en un partido de cuadros, cuando Jesse Neal intervino en nombre del Team 3D. The Nasty Boys y Hart continuó su feudo con Team 3D al derrotar a ellos y el Hermano Runt regreso, un reemplazo de Jesse Neal, quien la Nastys atacaron antes del partido, en un partido de equipo de seis hombres etiqueta. Después del encuentro Neal atacó el Nastys y ayudó a Team 3D poner caídas de tensión a través de una mesa. El 29 de marzo de 2010, la noticia de que los Nasty Boys habían sido liberados por la TNA tras un incidente en una función de la TNA con los ejecutivos de Spike presente.

## Campeonatos y logros
- Continental Wrestling Association
  - AWA Southern Tag Team Championship (2 veces) – con Brian Knobbs

- NWA Florida
  - FCW Tag Team Championship (5 veces) – con Brian Knobbs

- World Championship Wrestling
  - WCW World Tag Team Championship (3 veces) – con Brian Knobbs

- World Wrestling Federation
  - WWF Tag Team Championship (1 vez) – con Brian Knobbs

- X Wrestling Federation
  - XWF World Tag Team Championship (1 vez) – con Brian Knobbs[13]

- Otros títulos
  - NAWA Tag Team Championship (1 vez) – con Brian Knobbs
  - PWF Tag Team Championship (1 vez) – con Brian Knobbs
  - SAPC Tag Team Championship (1 vez) – con Brian Knobbs

- Pro Wrestling Illustrated
  - Equipo del año (1994) con Brian Knobbs (The Nasty Boys)[14]
  - Ubicado en el puesto # 420 de los "PWI 500" en 2003[15]
  - Ubicado en el puesto # 53 de los 100 tag teams de "PWI Years" con Brian Knobbs en 2003.[16]